# Nurmon Jymy
Nurmon Jymy ist ein 1925 gegründeter finnischer Volleyball-Verein aus Nurmo, einem ehemals selbständigen und 2009 nach Seinäjoki eingemeindeten Dorf. Die Mannschaft stieg in der Spielzeit 2002/2003 in die Erste Liga auf, wo sie sich bis heute halten konnte. In den Jahren 2006 und 2007 stand das Team dabei jeweils knapp vor dem Aufstieg in die höchste Spielklasse, die Finland Volleyball League. Spielort der Mannschaft ist die Nurmon Liikuntahalli, eine Halle, die Platz für 1500 Zuschauer bietet. Trainer der Mannschaft ist aktuell Pasi-Pekka Huhtanen, Mannschaftskapitän ist Timo Alanen.

## Bekannte Spieler
Bekannte ehemalige Spieler von Nurmon Jymy sind Jari Tuominen und Kimmo Kutinlahti.

## Weblink
- https://jymylentis.sporttisaitti.com/